# Clary
Clary är en kommun i departementet Nord i regionen Hauts-de-France i norra Frankrike. Kommunen ligger i kantonen Clary som tillhör arrondissementet Cambrai. År 2022 hade Clary 1 087 invånare.

## Befolkningsutveckling
Antalet invånare i kommunen Clary
| Referens: INSEE |